# Eusébio Amaro Lopes Guimarães
Eusébio Amaro Lopes Guimarães, noto semplicemente come Eusébio (Santo Tirso, 26 agosto 1966), è un ex calciatore portoghese, di ruolo centrocampista.

## Palmarès

### Club

#### Competizioni nazionali
- Coppa del Portogallo: 1

Beira-Mar: 1998-1999